# Koszty wytworzenia
Koszty wytworzenia – wszelkie koszty związane bezpośrednio i pośrednio z przerobem materiałów, z wykonywaniem usług lub pozyskaniem (wydobyciem) kopalin, z wyłączeniem kosztów sprzedaży wyrobów gotowych i usług.
Zgodnie z ustawą o rachunkowości w tej grupie kosztów należy wyodrębnić:
- koszty bezpośrednio związane z przychodami osiągniętymi dzięki nim przez jednostkę. Taka część kosztów wpływa na wynik finansowy okresu, w którym występują związane z nimi przychody,
- koszty, które można jedynie w sposób pośredni przyporządkować przychodom osiąganym przez jednostkę. Wówczas mamy do czynienia z obowiązkiem uznania w wyniku finansowym danego okresu ich części, które dotyczą tego okresu.

Jednostka powinna ustalać koszty wytworzenia w poszczególnych etapach:
1. Ustalić globalny koszt wytworzenia jako wszystkie koszty związane z procesem wytwarzania;
2. Ustalić dwie odrębne grupy kosztu wytworzenia:
  - grupę kosztów którą można bezpośrednio przyporządkować przychodom,
  - grupę kosztów którą można jedynie pośrednio przyporządkować przychodom;
3. Rozliczenie drugiej części kosztów wytworzenia w części dotyczącej danego okresu.